# Cosmopolitan Twarda 2/4
El Cosmopolitan Twarda 2/4 (antes conocida como Hines Tower) es un rascacielos residencial de la capital polaca (Varsovia), de estilo neomoderno. El proyecto fue desarrollado por Tacit Development Polska.

## Construcción
La torre cuenta con 252 apartamentos que van desde 52 hasta 350 metros cuadrados. En la planta superior se ubican cuatro áticos. La planta baja del edificio proporciona espacio comercial para tiendas y servicios un aparcamiento subterráneo para 300 vehículos.
Los primeros planes de construcción se dieron a conocer en 2006, cuando la Fundación Shalom nombró al arquitecto polaco Stefan Kurylowicz que diseñara la torre. Poco después, la compañía se vio obligada a vender la parcela debido a la falta de fondos, y Tacit Development compró los derechos de construcción. Un nuevo diseño fue elaborado por el arquitecto alemán Helmut Jahn.
Cosmopolitan Twarda 4.2 es el segundo edificio residencial más alto de Varsovia (después Złota 44), y el tercero de Polonia (después del Sky Tower de Breslavia y el Złota 44).